# Greenstream
Greenstream (engl. für wörtlich ‚Grünstrom‘, Schreibweise durch die Betreibergesellschaft GreenStream) ist eine Pipeline, die größtenteils unter Wasser liegt. Sie transportiert Erdgas von der libyschen Stadt Mellitah in die auf Sizilien liegende Stadt Gela. Greensteam ist Teil des Western Libyan Gas Projects und Libyens einzige Pipeline für den Export (Stand 2008).
Im Februar 2011 wurde Greenstream wegen des Bürgerkrieges in Libyen seitens Eni vorläufig geschlossen.

Gas-Pipelines in der westlichen Sahara und im westlichen Südeuropa (Juli 2009)

## Bau und technische Daten
Gebaut wurde Greenstream von den Unternehmen Agip, Eni und National Oil Corporation. Die Arbeiten dauerten von August 2003 bis Februar 2004. Investiert wurden insgesamt rund 6,6 Milliarden US-Dollar. Die Pipeline ging im Oktober 2004 in Betrieb.
Der Transport des Erdgases beginnt in der Gas Compression Station at Mellitah, einer Verdichterstation mit einem Maximaldruck von 212 Bar. Von dort legt das Gas einen Weg von rund 524 Kilometern in einer maximalen Wassertiefe von 1.150 Meter zurück, bis es das Receiving Terminal in Sicily erreicht hat.
Greenstream hat eine Transportkapazität von 8 Milliarden Kubikmetern pro Jahr, der Rohrdurchmesser beträgt 32 Zoll (81,28 Zentimeter). Bis 2012 oder 2013 soll eine Erweiterung der möglichen Transportkapazität um 3 Milliarden Kubikmeter/Jahr erfolgen.
Aufgrund des Bürgerkriegs in Libyen und der andauernden Außerbetriebnahme der Pipeline ist die Erweiterung in den kommenden Jahren sehr unwahrscheinlich geworden.

## Betreibergesellschaften
Betrieben wird Greenstream durch das Joint Venture GreenStream BV. Bis April 2010 hielt Eni 75 % daran, die NOC 25 %. Seitdem liegen die Anteile beider Unternehmen bei jeweils 50 %.